# Jill Vidal
Jill M. Vidal, conocida también como Wei Si o simplemente como Jill (13 de abril de 1982), es una cantante pop de Hong Kong. Jill Vidal es de ascendencia china, coreana, filipina y con nacionalidad británica. Su hermana gemela es la cantante Janice Vidal.

## Biografía
Jill Vidal es de padre filipino, Joey Vidal, natural de Cebú y su madre de Corea del Sur, nacida en Seúl y de ascendencia china.
Vidal también es conocida por su nombre en chino como Wei Si. Además ella habla inglés y chino cantonés básico.
Ella ganó fama en campañas con el fin de proteger a los jóvenes de las drogas. Desde entonces, se ha convertido al cristianismo y después de un incidente en Japón, le dio lugar a la rehabilitación. Ha publicado un libro titulado "REBORN", con respecto a sus experiencias en la rehabilitación y la detención, con su nueva fe, ella ha cambiado para transformarse en una persona positiva, lo que es hoy. Además está involucrada, con el patrocinio de los niños más necesitados, a través de una campaña llamada "Visión Mundial", como tener la esperanza de la creación de centros de atención y escuelas para niños en Camboya, India y África.

## Carrera musical
A los finales de 2005, firmó un contrato con el sello, "East Asia Record Production". Ella lanzó su primer tema musical como solista, en diciembre de 2005.
Vidal también lanzó un álbum debut titulado "Hit Me", en 2006. Hizo su debut en el cine, para una película musical titulada, "A Melody Looking". Esta película fue dirigida por Leon Lai. Luego fue publicado en un DVD en diciembre de 2006.

## Discografía
| Año  | Título del álbum       | Fecha de lanzamiento |
| ---- | ---------------------- | -------------------- |
| 2006 | Hit Me                 | 13 April             |
| 2006 | Diamond Love           | 21 November          |
| 2008 | Jillympics (新曲+精選) | 8 August             |

## Filmografía
| Fecha de Lanzamiento | Título           | Título en chino | Personaje |
| -------------------- | ---------------- | --------------- | --------- |
| 2006, Nov            | A Melody Looking | 緣邀之音        | Jill      |

## Música pop en los charts
| Año  | Single                               | Posiciones       | Posiciones        | Posiciones            | Posiciones    | Posiciones       |
| Año  | Single                               | RTHK Chinese Pop | CTHK Ultimate 903 | Metro Radio Pop Chart | JSG Billboard | UFO Mandarin Pop |
| ---- | ------------------------------------ | ---------------- | ----------------- | --------------------- | ------------- | ---------------- |
| 2006 | "Cocoa"                              | 4                | 6                 | 1                     | -             | -                |
| 2007 | "Rather You Not Know (寧願你不知道)" | 1                | 2                 | 1                     | 3             | -                |
| 2007 | "Silly Girl (傻女)"                  | 12               | -                 | -                     | -             | -                |
| 2008 | "Small Group (小圈子)"               | -                | -                 | -                     | -             | -                |
|      | Total                                | 1                | -                 | 2                     | -             | -                |

(note: # provisional)

## Premios
| Año  | Premios                            | Canción                                              |
| ---- | ---------------------------------- | ---------------------------------------------------- |
| 2006 | Metro Radio Top Dance Song:Bronze  | Funny Jealousy                                       |
| 2006 | Commercial Radio New Artist:Silver | Heart Breaker, Get Out, Funny Jealousy, 可可, Lonely |
| 2006 | TVB New Artist:Bronze              |                                                      |